# 象林县
象林縣，中國及越南的古縣名。西漢始置，屬日南郡。其縣治在今越南廣南省會安西南。東漢末為林邑佔據。隋朝滅林邑，改象林縣為象浦縣。

## 歷史
西漢武帝時平南越國，於日南郡南部置象林縣，其南界至今越南芽莊一帶。漢光武帝遣伏波將軍馬援平定二徵之亂，恢復了對象林縣的統治，在縣境南立兩銅柱表示漢國界。象林縣為兩漢時期中國最南方的縣，當地的居民曾多次反叛攻擊焚燒官寺。東漢末年，以區逵（亦作區達或區連，又稱釋利摩羅，為象林縣功曹之子）為首的占族勢力，殺象林縣令，建立林邑國。隋煬帝發兵征林邑，大業元年（605年）滅林邑，於此地置象浦縣，屬沖州，尋改林邑郡。